# DAI (Computer)

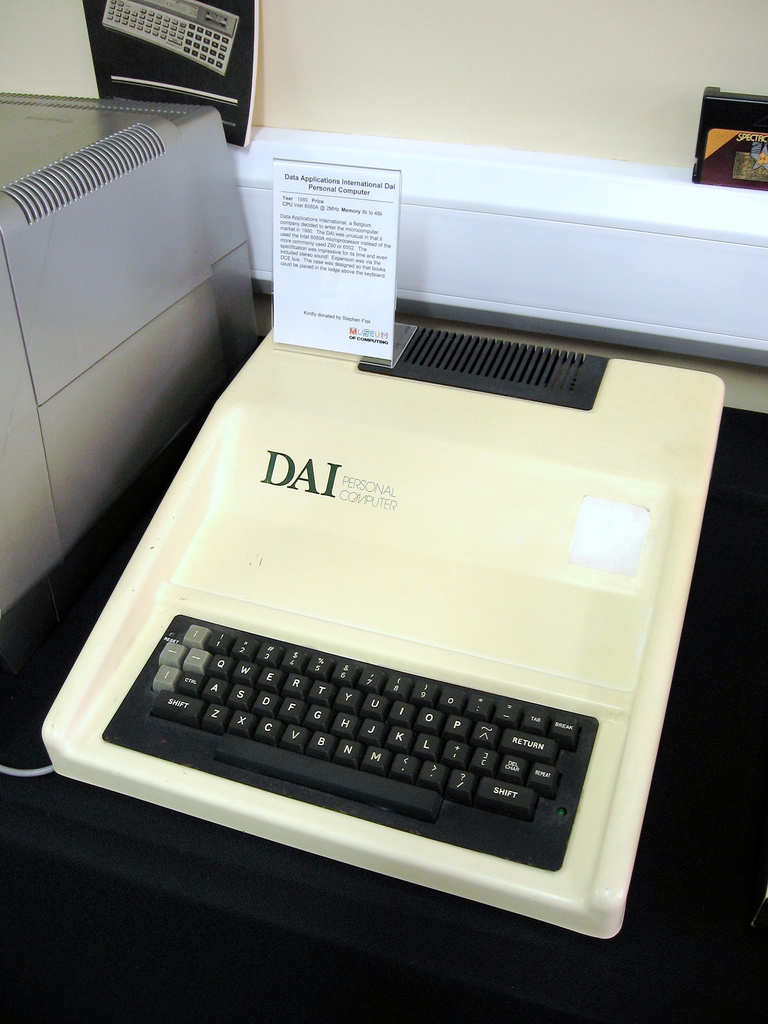
DAI-Computer

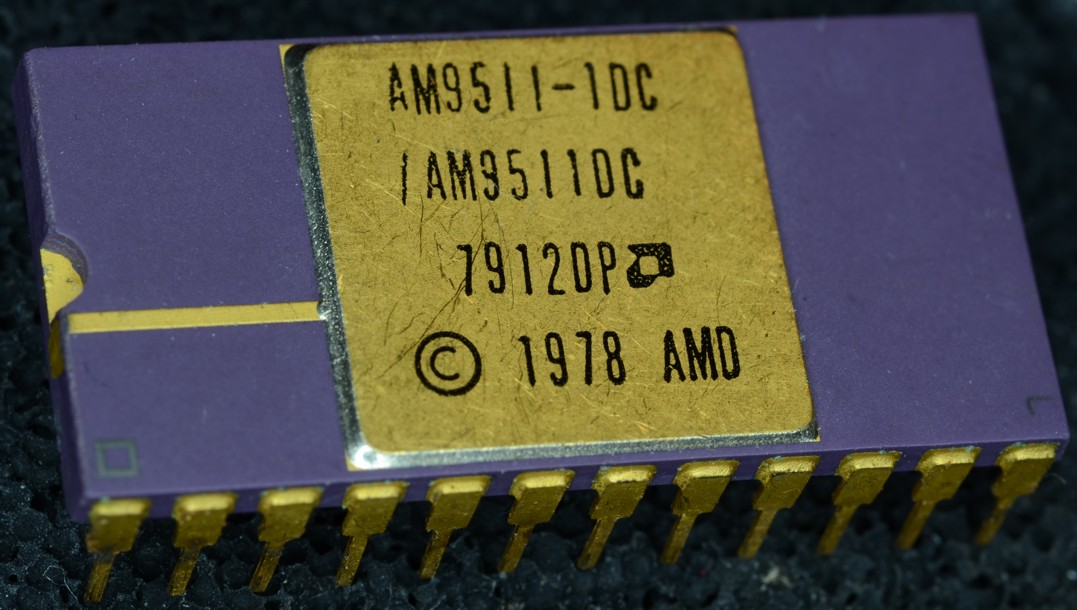
Nachrüstbarer Arithmetik-Koprozessor AM9511

Der DAI war ein Personal Computer, damals noch Heimcomputer genannt, des belgischen Herstellers Data Applications International aus dem Jahr 1980. Der DAI war bei Markteinführung ein sehr leistungsfähiger Rechner, der aber zu teuer angeboten wurde (im Dezember 1982 für 2880 DM), sodass er kein kommerzieller Erfolg wurde.

## Technische Daten
Die Hardware des DAI-Computers basierte auf dem Mikroprozessor 8080 A und war als Einplatinencomputer ausgelegt. Das futuristische weiße Gehäuse enthielt eine für damalige Verhältnisse hochwertige Tastatur. Als Massenspeicher wurde ein Kassettenrekorder eingesetzt. Der DAI konnte an konventionelle Fernsehgeräte angeschlossen werden und hatte bereits eine Farbgrafik. Das dynamische RAM (max. 48 KiB) war unterteilt in drei separate Speicherbereiche (memory banks), die 0, 4 KiB oder 16 KiB Arbeitsspeicher enthalten. Ferner besaß der DAI fünf programmierbare Intervalltimer, zwei externe Interrupts und zwei serielle I/O-Interrupts. Als Schnittstellen waren RS-232 und eine parallele Schnittstelle (DCE-Bus von Data Applications) vorhanden. Das BASIC des Rechners arbeitete halbkompilierend. Das bedeutet, dass das BASIC-Programm gleich bei der Eingabe auf syntaktische Fehler überprüft und in einen Zwischencode übersetzt wurde, den der Interpreter dann deutlich schneller abarbeiten konnte.
Zusätzlich konnte bei Bedarf ein Mathematik-Chip AMD-9511 nachgerüstet werden.
Weitere technische Daten:
- CPU: 8080A, 2 MHz
- Speicher: 48 KiB DRAM, 24 KiB ROM, 262 Bytes SRAM
- Tastatur: 57 Tasten
- Darstellung: Farb-TV, 60 × 24 Zeichen, 336 × 256 Pixel
- Speichermedium: Compact Cassette (600 Baud)
- Bandlaufwerk (Sonderausstattung): DAI Memocom Data Recorder (verwendete Philips Mikrokassetten)
- Diskettenlaufwerk (Sonderausstattung): Doppel-8-Zoll-Diskettenstation (hiermit war ein CP/M-Betrieb möglich.)
- Peripherie: über den DCE-Bus (DAI Real World Card System)
- Bus: DCE (proprietär)
- Input-Ports: 2 Paddle, RS-232
- Output-Ports: 2 Stereo-Kanäle, RS-232
- Systemsoftware: Maschinensprache-Utilities
- Programmiersprachen: BASIC, 8080-Assemblersprache
- ein echter Hardware-Rauschgenerator zu Erzeugung von Zufallszahlen